# Compañía Ilimitada
Compañía Ilimitada es un grupo de pop-rock colombiano, famoso en la década de los ochenta.

## Historia

### Primeros años
Compañía Ilimitada empezó como una reunión de compañeros de colegio que con el tiempo se transformó en un dúo conformado por Juan Pulido Juancho y Camilo Jaramillo Piyo.
En los años 70 a Juancho y Piyo se les unieron estudiantes del Gimnasio Moderno (de donde provenían ambos) y el Gimnasio Campestre: Jorge Alberto Guerrero, Fernando Sáenz y Carlos Posada (luego fundador de Sociedad Anónima). La banda destacó en competencias musicales entre colegios locales conocidas como "murgas", de donde saltaron en 1978 a la televisión como grupo estable de La Telediscoteca, programa  conducido por Manolo Bellón.
Luego de presentarse en pequeños bares de Bogotá, llegó la oportunidad de entrar a los estudios. Su primera grabación se realizó en 1984 con las canciones "María" y "Siloé" las cuales se editaron en un disco sencillo titulado El año del fuego, en alusión al cometa Halley cuyo avistamiento estaba previsto para el próximo año.

### El éxito
En 1986 Compañía Ilimitada presentó un concierto en Corferias de Bogotá cuya apertura estuvo a cargo de la legendaria agrupación argentina Soda Stereo, aunque fue de la mano del primer productor de The Rolling Stones, Andrew Loog Oldham, que la banda alcanzó el éxito en 1988 con el álbum Contacto que aprovechaba el tirón generado en Colombia con la onda del rock en español de artistas como Los Prisioneros y Miguel Mateos. En ese año el grupo participó en el destacado Concierto de Conciertos en el estadio El Campín. De este álbum salieron canciones como "Siempre estaré" y "La calle". Esta última canción es recordada por ser una descripción del ambiente nocturno de la Bogotá de los años 80.
Para 1989, como consecuencia de los ataques terroristas perpetrados por el Cartel de Medellín, se suspendieron los conciertos y el público se redujo. La situación generó una crisis dentro de los grupos de la escena rock, la cual inspiró la canción "Estado inmóvil", con la que se tituló el segundo larga duración de la banda editado a finales de ese año.
En 1990 fue el único grupo colombiano invitado a participar en el Primer Festival Iberoamericano de Rock realizado en Caracas, Venezuela, alternando con Fito Páez, Andrés Calamaro y Soda Stereo. Ese mismo año lanzaron el álbum Máscaras, una producción con un sonido más sofisticado en donde se difundieron las canciones “Cristyna”, “Atrapado”, “Cae” y “Última Luz”.
En 1993 editaron una combinación de éxitos con tres temas nuevos en el álbum Crónica bajo el Sol. Allí se incluía un cover de "Cómo decirte", composición de Cat Stevens que en 1973 fue adaptada al español por Humberto Monroy y el grupo Génesis. La canción entró al Top 20 de MTV Latino, haciéndolos el primer grupo de rock colombiano en escalar posiciones en este reconocido listado.
El grupo firmó en 1995 con EMI y al año siguiente apareció su nuevo álbum, titulado Azul Indigo, del cual sonaron las canciones "Polvo de estrellas" y "Santa Lucía", esta última, famosa composición del argentino Roque Narvaja. En 1998 el grupo se tomó un receso en el cual Piyo, su vocalista, grabó un álbum de baladas titulado No Cover.

### El regreso
En 2002 después de una separación de 4 años volvieron a la escena con Años en HIFI, un resumen de su carrera artística con 19 canciones, incluyendo versiones originales, presentaciones en vivo, temas inéditos de sus primeros años y una pista adicional de "Contacto" en versión discotequera. Como soporte de este álbum realizaron la gira "HiFi" con más de 20 conciertos. Entre ellos se destaca la presentación con Los Prisioneros y Vilma Palma e Vampiros en Bogotá y Bucaramanga ante más de 90 mil personas.
En el 2005 editaron "Circunvalar" su nuevo álbum coproducido por Pablo Tedeschi (ex-Pasaporte) y grabado en Buenos Aires con músicos que han integrado las bandas de Fito Páez y Luis Alberto Spinetta. El disco incluyó "Mundo de imágenes" un homenaje al grupo La Banda Nueva. Este trabajo fue calificado por la revista Semana dentro de los mejores discos del año en Colombia.
En 2009 el grupo se reunió de nuevo para lanzar una edición conmemorativa del álbum Contacto, el cual incluyó un libro coordinado por Andrés Ospina, con textos de los periodistas Sandro Romero Rey, Daniel Samper Ospina y Gustavo Gómez; un DVD con la videografía del grupo y una nueva versión del tema "Siempre estaré" a dúo con la cantante Maía.

## Discografía

### Producciones de estudio
- El año del fuego (EP). Tricyclo, 1985
- Contacto CBS, 1988
- Estado Inmóvil. CBS, 1989
- Máscaras. Sony Music, 1990
- Azul índigo. EMI, 1996
- Circunvalar. Origin, 2005

### Reediciones y recopilaciones
- Crónica bajo el sol. Sony Music, 1993
- Años en Hi-Fi. Sony Music, 2002
- Compañía Ilimitada: 20 años de contacto. Sony Music, 2009

## Videografía

### Videoclips
- Siloé (1988)
- Contacto (1988)
- La calle (1988)
- Siempre estaré (1989)
- Cómo decirte (1993)
- Punto neutro (1993)
- Santa Lucía (1996)
- Polvo de estrellas (1997)

### Documentales
- Compañía Ilimitada. Universidad del Valle (1990)
- 20 años de Contacto-DVD. Compañiailimitada Producciones (2009)

### Audio
- María (1985)
- Cristina (1990)

### Prensa
- Live Space con una reseña de Compañía Ilimitada

### Video
- Una historia ilimitada (antología 1973-2005)
- Fragmento de La Telediscoteca (1978)
- "Última luz" (presentación en TV) (1990)
- "Atrapado" (presentación en TV) (1990)
- Comercial Banco de Bogotá (2005)
- Reedición de Contacto en vivo (2009)

- Datos: Q5779700

Concierto de Conciertos 1988 - Ruta 89 Radio, 17 de septiembre de 2013